# Aliança das Oito Nações
A Aliança das Oito Nações foi uma coalizão militar multinacional que invadiu o norte da China em 1900 com o objetivo declarado de aliviar as legações estrangeiras em Pequim, então sitiadas pela popular Milícia Boxer, que estava determinada a remover o imperialismo estrangeiro na China. As forças aliadas consistiam em cerca de 45 000 soldados das oito nações da Alemanha, Japão, Rússia, Grã-Bretanha, França, Estados Unidos, Itália e Áustria-Hungria. Nem os chineses nem os aliados estrangeiros quase concertados emitiram uma declaração formal de guerra. 
Nenhum tratado ou acordo formal uniu a Aliança. Alguns historiadores ocidentais definem a primeira fase das hostilidades, começando em agosto de 1900, como "mais ou menos uma guerra civil", embora a Batalha dos Fortes Taku em junho tenha forçado o governo Qing a apoiar os Boxers. Com o sucesso da invasão, os estágios posteriores se transformaram em uma expedição punitiva, que saqueou Pequim e o norte da China por mais de um ano. A luta terminou em 1901 com a assinatura do Protocolo Boxer.

## História

### Contexto
Os Boxers, um movimento camponês, atacaram e mataram missionários estrangeiros, cidadãos e cristãos chineses no norte da China em 1899 e 1900. O governo Qing, em suas funções públicas, e seu Exército Imperial apoiaram os Boxers e, sob o comando do general Manchu Ronglu, sitiaram diplomatas estrangeiros e civis que se refugiaram no Bairro da Legação em Pequim (então romanizado como Peking).
O complexo diplomático foi sitiado pela Divisão de Retaguarda Wuwei do Exército Chinês e alguns Boxers (Yihetuan), por 55 dias, de 20 de junho a 14 de agosto de 1900. Um total de 473 civis estrangeiros, 409 soldados de oito países e cerca de 3 000 cristãos chineses se refugiaram no Bairro da Legação. Sob o comando do ministro britânico na China, Claude Maxwell MacDonald, o pessoal da legação e o pessoal de segurança defenderam o complexo com armas pequenas e um velho canhão carregado pela boca descoberto e desenterrado por cristãos chineses, que o entregaram aos Aliados. Foi apelidado de International Gun porque o cano era britânico, a carruagem italiana, os projéteis russos e a tripulação americana.
Também sob cerco em Pequim estava a Catedral do Norte, o Beitang da Igreja Católica. O Beitang foi defendido por 43 soldados franceses e italianos, 33 padres e freiras, estrangeiros e cerca de 3 200 católicos chineses. Os defensores sofreram pesadas baixas por falta de comida e minas chinesas que explodiram em túneis cavados sob o complexo.
Em 14 de agosto de 1900, os aliados marcharam de Tianjin para Pequim para aliviar o cerco do Bairro da Legação.

### Engajamento militar, expedições punitivas e saques
As tropas aliadas invadiram e ocuparam Pequim em 14 de agosto de 1900. Eles derrotaram o Corpo de Wuwei do Exército Imperial Qing em vários confrontos e rapidamente puseram fim ao cerco e também à Rebelião dos Boxers. A imperatriz viúva Cixi, o imperador e altos funcionários do governo fugiram do palácio imperial para Xi'an e enviaram Li Hongzhang para negociações de paz com a Aliança.

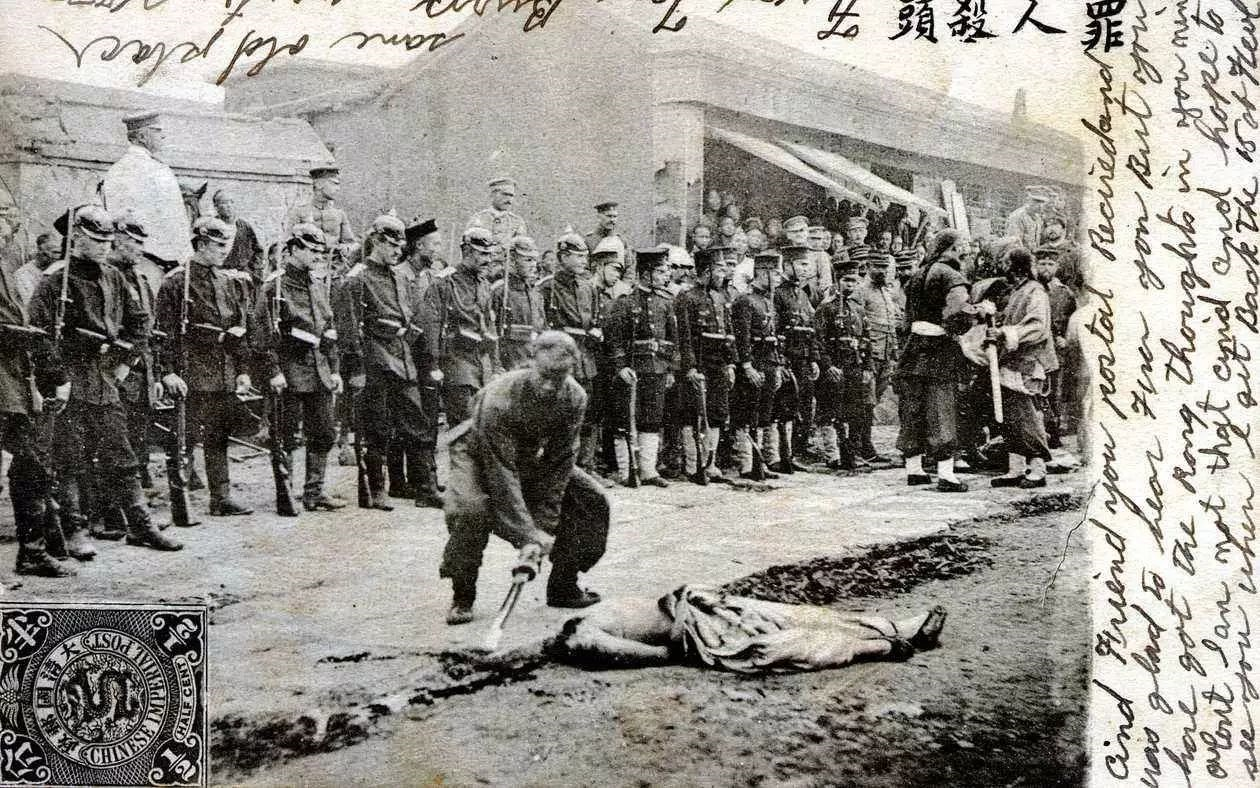
Soldados alemães e japoneses testemunhando a execução na rua de um boxer chinês

À medida que as tropas aliadas se moviam de Pequim para o interior do norte da China, eles executaram um número desconhecido de pessoas acusadas ou suspeitas de serem ou se parecerem com rebeldes Boxer, que se tornou o tema de um dos primeiros curtas-metragens. Um fuzileiro naval dos EUA escreveu que testemunhou tropas alemãs e russas estuprando e depois esfaqueando mulheres. Enquanto os Aliados estavam em Pequim, eles saquearam palácios, yamens e prédios governamentais, causando perdas incalculáveis de relíquias culturais, livros de literatura e história (incluindo o famoso Yongle Dadian) e danos ao patrimônio cultural (incluindo a Cidade Proibida, o Palácio de Verão, Xishan e o Antigo Palácio de Verão).

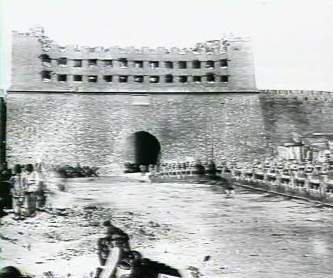
Portão de Pequim demolido pela Aliança das Oito Nações, 1900

Mais de 3 000 Budas de bronze banhados a ouro, 1 400 produtos artísticos e 4 300 bronzes no Templo Songzhu (嵩祝寺) foram saqueados. O revestimento de ouro dos tanques de cobre em frente aos palácios da Cidade Proibida foi raspado pela Aliança, deixando marcas de arranhões que podem ser vistas até agora. O Yongle Dadian, compilado por 2 100 estudiosos durante o período Ming Yongle (1403–1408), com um total de 22 870 volumes, foi parcialmente destruído na Segunda Guerra do Ópio em 1860. Mais tarde, foi recolhido no Palácio Imperial na Rua Nanchizi. Foi encontrado e destruído completamente pela Aliança em 1900. Parte do Yongle Dadian foi usada para a construção de fortificações.
O Siku Quanshu foi compilado por 360 estudiosos durante o período Qing Qianlong. Ele coletou 3 461 livros antigos, totalizando 79 309 volumes. O livro inteiro consistia em sete conjuntos. Um conjunto foi destruído em 1860 durante a Segunda Guerra do Ópio. Outros 10 000 volumes foram destruídos em 1900 pela Aliança das Oito Nações. A Academia Hanlin abriga uma coleção de livros preciosos, órfãos, livros da dinastia Sung, materiais de literatura e história e pinturas preciosas. A Aliança das Oito Nações saqueou as coleções. Alguns desses livros saqueados permanecem sob custódia de museus em Londres e Paris.

## Membros
|                   |                             |                   |              |
| País              | Navios de Guerra (unidades) | Fuzileiros Navais | Exército     |
| Império do Japão  | 18                          | 540               | 20 300       |
| Império Russo     | 10                          | 750               | 12 400       |
| Império Britânico | 9                           | 2 020             | 10 000       |
| França            | 5                           | 390               | 3 130        |
| Estados Unidos    | 2                           | 295               | 3 125        |
| Império Alemão    | 5                           | 600               | 300          |
| Reino da Itália   | 2                           | 80                | 2 500        |
| Áustria-Hungria   | 4                           | 296               | desconhecido |
| Total             | 54                          | 4 971             | 51 755       |

### Áustria-Hungria
A Áustria-Hungria tinha um único cruzador, SMS Zenta, na estação no início da rebelião, baseado na concessão russa de Port Arthur. Destacamentos de marinheiros do Zenta foram as únicas forças austro-húngaras a entrar em ação. Alguns estavam envolvidos na defesa das legações sitiadas, e outro destacamento estava envolvido nas tentativas de resgate.
Em junho, os austro-húngaros ajudaram a manter a ferrovia de Tianjin contra as forças Boxer e dispararam contra vários juncos armados no rio Hai, perto de Tongzhou, em Pequim. Eles participaram da tomada dos Fortes Taku comandando os acessos a Tianjin, e do embarque e captura de quatro contratorpedeiros chineses pelo Cap. Roger Keyes do HMS Fame.
A Marinha Austro-Húngara enviou SMS Kaiserin und Königin Maria Theresia aos cruzadores SMS Kaiserin und Königin Maria Theresia, SMS Kaiserin Elisabeth, SMS Aspern e uma companhia de fuzileiros navais para a China. Chegando em setembro, eles chegaram tarde demais, pois a maior parte dos combates havia terminado e as legações foram substituídas. Os cruzadores e o Zenta estiveram envolvidos no bombardeio e captura de vários fortes chineses. Os austro-húngaros sofreram baixas mínimas durante a rebelião. Após a Revolta dos Boxers, um cruzador foi mantido permanentemente na costa chinesa e um destacamento de fuzileiros navais foi implantado na embaixada austro-húngara em Pequim. O tenente Georg Ludwig von Trapp, que ficou famoso no musical de 1959 The Sound of Music, foi condecorado por bravura a bordo do SMS Kaiserin und Königin Maria Theresia durante a rebelião.

### Império Britânico
No início da Rebelião dos Boxers, a Grã-Bretanha estava envolvida na Segunda Guerra dos Bôeres na África do Sul. Consequentemente, com o exército amarrado pela guerra, os britânicos tiveram que contar com o Esquadrão da China e tropas em grande parte da Índia. O Esquadrão da China da Marinha Real, estacionado em Tianjin, consistia nos couraçados Barfleur e Centurion, nos cruzadores Alacrity, Algerine, Aurora, Endymion e Orlando, e nos contratorpedeiros Whiting e Fame.
As forças britânicas eram o terceiro maior contingente na aliança e consistiam nas seguintes unidades: Brigada Naval, 12ª Bateria de Artilharia Real de Campanha, Artilharia de Hong Kong e Cingapura, 2º Batalhão de Fuzileiros Reais Galeses, 1º Lanceiros de Bengala, 7ª Infantaria Rajput, 24ª Infantaria de Punjab, 1ª Infantaria Sikh, Regimento de Hong Kong, 1º Regimento Chinês, Engenheiros Reais e outro pessoal de apoio.

#### Colônias australianas

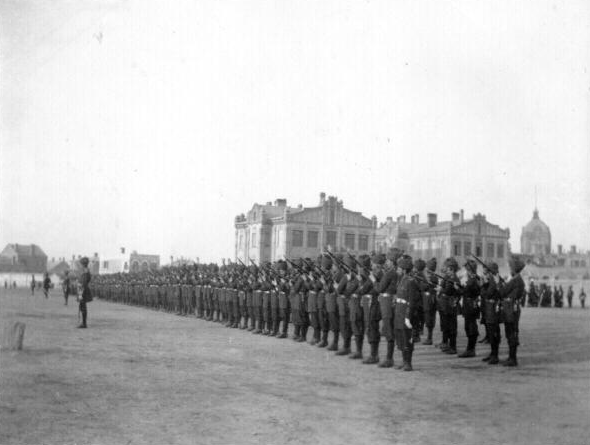
Tropas indianas durante a Rebelião dos Boxers

As colônias australianas não se tornaram uma federação unificada até 1901. Como tal, várias das colónias, independentemente umas das outras, enviaram contingentes de pessoal da marinha e do exército para apoiar o contingente britânico. Por exemplo, a Austrália do Sul enviou toda a sua marinha: a canhoneira HMCS Protector. A Austrália não era um membro oficial da aliança de oito nações e suas forças chegaram tarde demais para ver uma ação significativa.

#### Índia
A Grã-Bretanha forneceu 10 000 soldados, muitos dos quais eram tropas indianas, compostas por unidades de Baluchis, Sikhs, Gurkhas, Rajputs e Punjabis.

### Alemanha

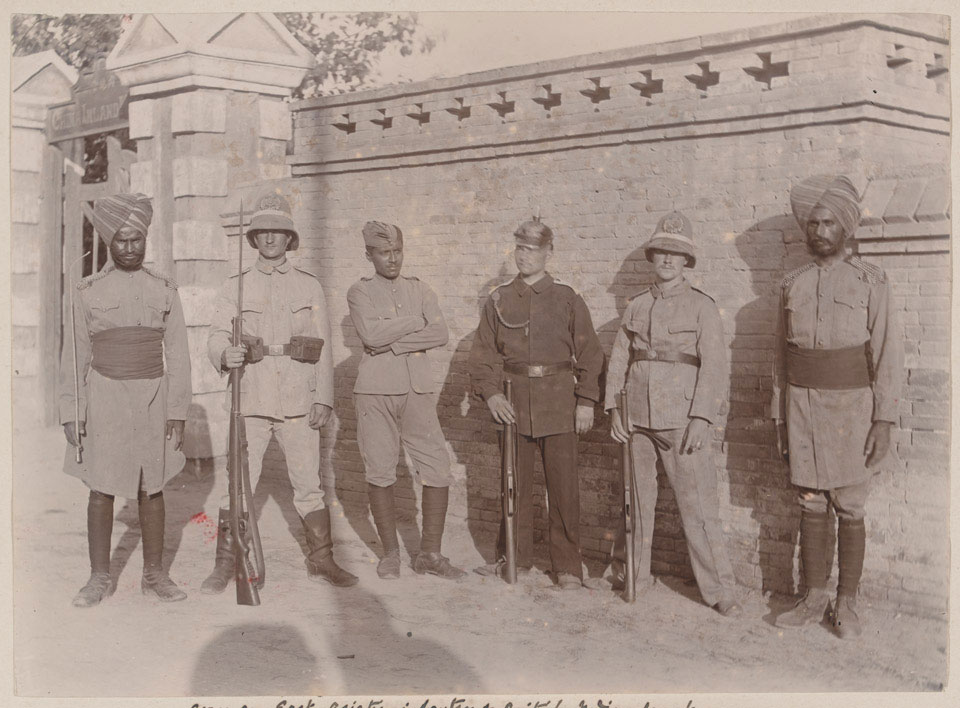
Tropas alemãs e indianas, Bairro da Legação de Pequim, 1900

A Alemanha ganhou presença na China após o Incidente de Juye, no qual dois missionários alemães foram assassinados em novembro de 1897. A concessão na Baía de Jiaozhou, com o porto de Qingdao, foi usada como base naval para o Esquadrão do Leste Asiático e como porto comercial. A concessão alemã foi governada e guarnecida pela Marinha Imperial Alemã. Com a eclosão da Rebelião dos Boxers em junho de 1900, a guarnição da concessão era composta pelo III. Seebataillon, com 1 126 homens, uma bateria de artilharia marinha/naval, cerca de 800 homens de um Destacamento do Kommando e marinheiros do Esquadrão do Leste Asiático.
Com a crescente ameaça dos Boxers, um pequeno grupo armado do III. Seebatallion foi enviado a Pequim e Tianjin para proteger os interesses alemães lá, enquanto a maioria das forças restantes ficou para trás para evitar ataques contra Qingdao. O cerco das legações estrangeiras em Pequim logo convenceu a Alemanha e as outras potências europeias de que mais forças eram necessárias para serem enviadas à China para reforçar as forças aliadas. As primeiras tropas despachadas da Alemanha foram os Marine-Expeditionskorps, que consistiam no I. e no II. Seebatallions.

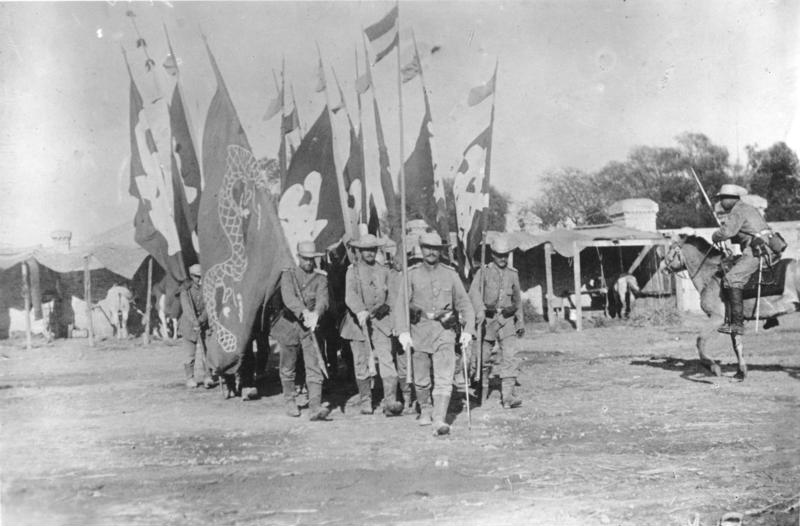
Tropas alemãs com bandeiras Boxer capturadas

Eles logo foram seguidos pelo Ostasiatisches Expeditionskorps (Corpo Expedicionário do Leste Asiático), que era uma força de cerca de 15 000, a maioria voluntários do Exército regular sob o comando do General Alfred Count von Waldersee. Compreendia inicialmente quatro e depois seis regimentos de infantaria de dois batalhões e uma companhia Jäger, regimentos únicos de cavalaria e artilharia de campo e várias unidades de apoio e logística. Ao chegar à China, incorporou o Marine-Expeditionskorps que o precedeu para a China por algumas semanas.
A maioria das forças alemãs chegou tarde demais para participar de qualquer uma das principais ações. Os primeiros elementos do Corpo chegaram a Taku em 21 de setembro, depois que as legações foram substituídas. Como resultado, a maior parte do Corpo foi empregada principalmente para tarefas de guarnição. Eles travaram uma série de confrontos menores contra bolsões de Boxers restantes. O Corpo foi posteriormente dissolvido e chamado de volta à Alemanha no início de 1901.

### França

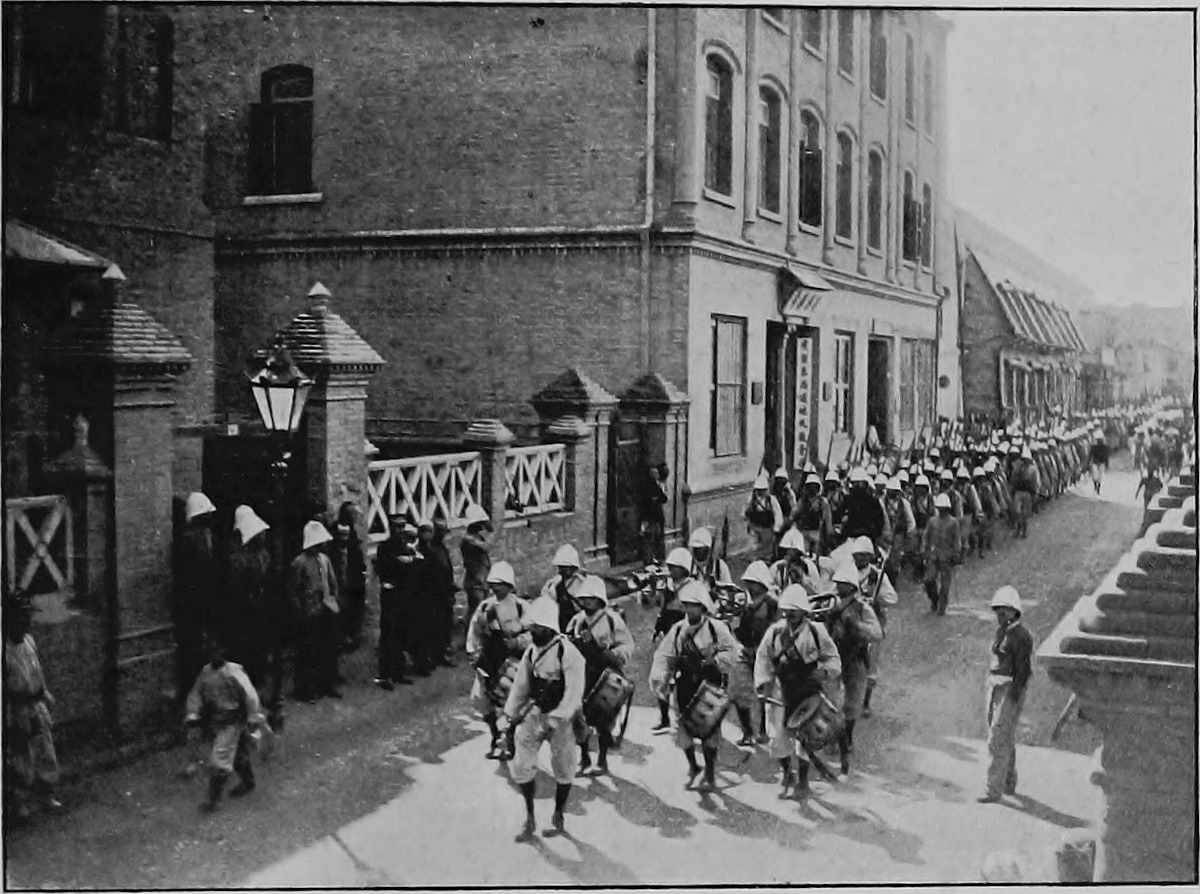
Infantaria colonial francesa marchando pela concessão francesa, Tianjin

Três batalhões de fuzileiros navais, o II/9º e o I e II/11º RIMa, estacionados na Indochina Francesa, foram enviados para a China. Eles se juntaram à 1ª brigada de fuzileiros navais comandada pelo general Henri-Nicolas Frey. Em julho de 1900, os 2º e 3º batalhões de infantaria embarcaram em Toulon, mas só chegaram à China em setembro. Em outubro, após perdas e rotações de serviço, os três primeiros batalhões enviados foram incluídos no 16º regimento de fuzileiros navais por ordem do general Régis Voyron, comandante-em-chefe do Corpo Expedicionário Francês na China. Em 1º de janeiro de 1901, o 16º RIMa foi renomeado como 16º regimento de infantaria colonial. Ao final da campanha, mudou-se para uma nova base em Tianjin, com sede nos antigos prédios do almirantado chinês.

### Itália

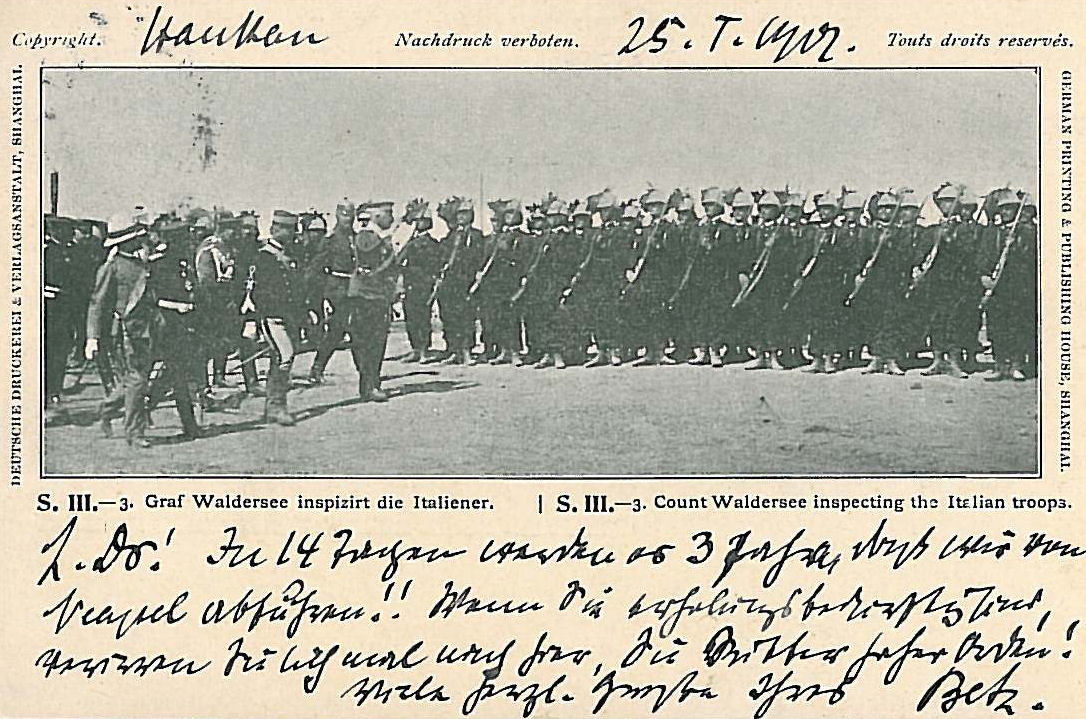
Cartão postal mostrando Waldersee inspecionando as tropas italianas

Em 1898, os italianos exigiram a baía de San Mun como concessão, mas os chineses recusaram. A Marinha Real Italiana então despachou um esquadrão para a baía de San Mun, mas nenhuma outra ação foi tomada. O esquadrão permaneceu lá e, no verão de 1900, quando estourou a Rebelião dos Boxers, destacamentos de cruzadores italianos foram enviados a Pequim. As forças italianas eram inicialmente compostas por marinheiros de navios de guerra.  Alguns deles ajudaram os franceses a defender a catedral católica de Pei Tang, e outro defendeu as legações européias em Pequim durante o famoso cerco de cinquenta e cinco dias. Marinheiros italianos também participaram dos ataques aos fortes Taku e na captura de Tianjin. No entanto, um contingente maior foi posteriormente despachado da Itália, incluindo 83 oficiais, 1 882 soldados e 178 cavalos. O contingente incluía um batalhão de Bersaglieri, formado por uma companhia cada do 1º, 2º, 4º, 5º, 6º, 8º, 9º e 11º Regimentos Bersaglieri. Além disso, o 24º Regimento de Linha, voluntários do Alpini, uma bateria de metralhadoras e alguns engenheiros também foram enviados à China. Uma bateria de canhões de campo também foi fornecida pela Marinha italiana. A força total de 1 965 oficiais e soldados, que compunham a força expedicionária italiana contra os Boxers, foi oficialmente chamada de Tropas Reais Italianas na China. Em agosto de 1900, quando a força maior chegou à capital, os italianos tinham sete cruzadores e 2 543 homens no país. Eles estiveram envolvidos em inúmeras operações ao longo da costa e no interior do norte da China. 
A maior parte dos cerca de 2 000 soldados e oficiais italianos que lutaram na campanha contra os Boxers foi chamada de volta de Pequim após o fim do conflito. A Itália obteve uma área de concessão de 151 acres em Tianjin e o direito de ocupar o forte Shanhai Pass. Um pequeno esquadrão naval e uma guarnição naval foram mantidos na China para proteger os interesses italianos lá.

### Japão

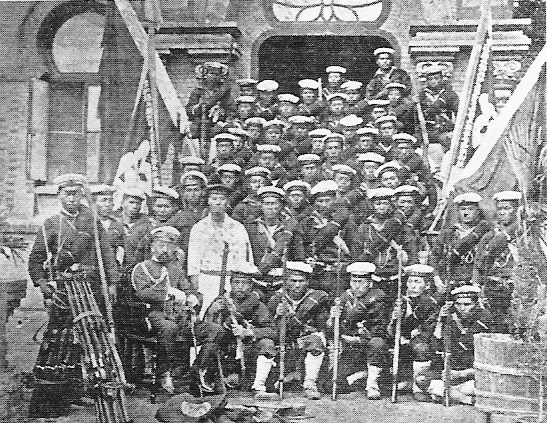
Fuzileiros navais japoneses que serviram sob o comandante britânico Edward Hobart Seymour

O Japão forneceu o maior contingente de tropas; 20 840, bem como 18 navios de guerra. Do total, 20 300 eram tropas do Exército Imperial Japonês da 5ª Divisão de Infantaria sob o comando do Tenente General Yamaguchi Motoomi; o restante eram 540 rikusentai (fuzileiros navais) da Marinha Imperial Japonesa.
No início da Rebelião dos Boxers, os japoneses tinham apenas 215 soldados no norte da China estacionados em Tianjin, quase todos os quais eram rikusentai navais do Kasagi e do Atago, sob o comando do capitão Shimamura Hayao. Os japoneses foram capazes de contribuir com 52 homens para a Expedição Seymour.  Em 12 de junho, o avanço da Expedição Seymour foi interrompido a cerca de 30 milhas da capital, por forças mistas de Boxer e do exército regular chinês. Os aliados em número muito menor se retiraram para as proximidades de Tianjin e sofreram mais de 300 baixas. 
O estado-maior do exército em Tóquio tomou conhecimento do agravamento das condições na China e elaborou planos de contingência ambiciosos, mas o governo, na sequência da Tripla Intervenção cinco anos antes, recusou-se a enviar um grande contingente de tropas a menos que foi solicitado pelas potências ocidentais. No entanto, três dias depois, uma força provisória de 1 300 soldados, comandada pelo major-general Fukushima Yasumasa, foi enviada para o norte da China. Fukushima foi escolhido por sua habilidade de falar inglês fluentemente, o que lhe permitiu se comunicar com o comandante britânico. A força pousou perto de Tianjin em 5 de julho 
Em 17 de junho, os navais Rikusentai de Kasagi e Atago juntaram-se a marinheiros britânicos, russos e alemães para tomar os fortes Taku, perto de Tianjin. Os britânicos, à luz da situação precária, foram obrigados a pedir reforços adicionais ao Japão, uma vez que os japoneses tinham as únicas forças prontamente disponíveis na região. A Grã-Bretanha na época estava fortemente engajada na Guerra dos Bôeres e grande parte do exército britânico estava amarrado na África do Sul. Além disso, o envio de um grande número de tropas de suas guarnições na Índia levaria muito tempo e enfraqueceria a segurança interna lá.
Substituindo dúvidas pessoais, o ministro das Relações Exteriores Aoki Shūzō calculou que as vantagens de participar de uma coalizão aliada eram atraentes demais para serem ignoradas. O primeiro-ministro Yamagata também concordou, mas outros no gabinete exigiram garantias dos britânicos em troca dos riscos e custos do grande destacamento de tropas japonesas. Em 6 de julho, a 5ª Divisão de Infantaria foi alertada para uma possível implantação na China, mas nenhum cronograma foi definido para sua implantação. Dois dias depois, em 8 de julho, com a necessidade urgente de mais tropas terrestres para levantar o cerco às legações estrangeiras em Pequim, o embaixador britânico ofereceu ao governo japonês um milhão de libras esterlinas em troca da participação japonesa.
Pouco depois, unidades avançadas da 5ª Divisão partiram para a China, trazendo a força japonesa para 3 800 membros da força aliada de 17 000 homens. O comandante da 5ª Divisão, tenente-general Yamaguchi Motoomi assumiu o controle operacional de Fukushima. As tropas japonesas estiveram envolvidas no ataque a Tianjin em 14 de julho e os aliados posteriormente se consolidaram e aguardaram o restante da 5ª Divisão e outros reforços da coalizão. O cerco das legações foi levantado em 14 de agosto; a força japonesa de 13 000 era o maior contingente individual, representando cerca de 40 por cento da força expedicionária aliada de aproximadamente 33 000 homens.
As tropas japonesas envolvidas na luta se saíram bem, embora um observador militar britânico tenha sentido que sua agressividade, formações densamente compactadas e ataques excessivamente agressivos lhes custaram baixas excessivas e desproporcionais. Por exemplo, durante a luta em Tianjin, os japoneses sofreram mais da metade das baixas aliadas, 400 de 730, mas representaram menos de um quarto (3 800) da força de 17 000. Da mesma forma em Pequim, os japoneses representaram quase dois terços das perdas, 280 de 453, mas constituíram um pouco menos da metade da força de assalto.

### Rússia

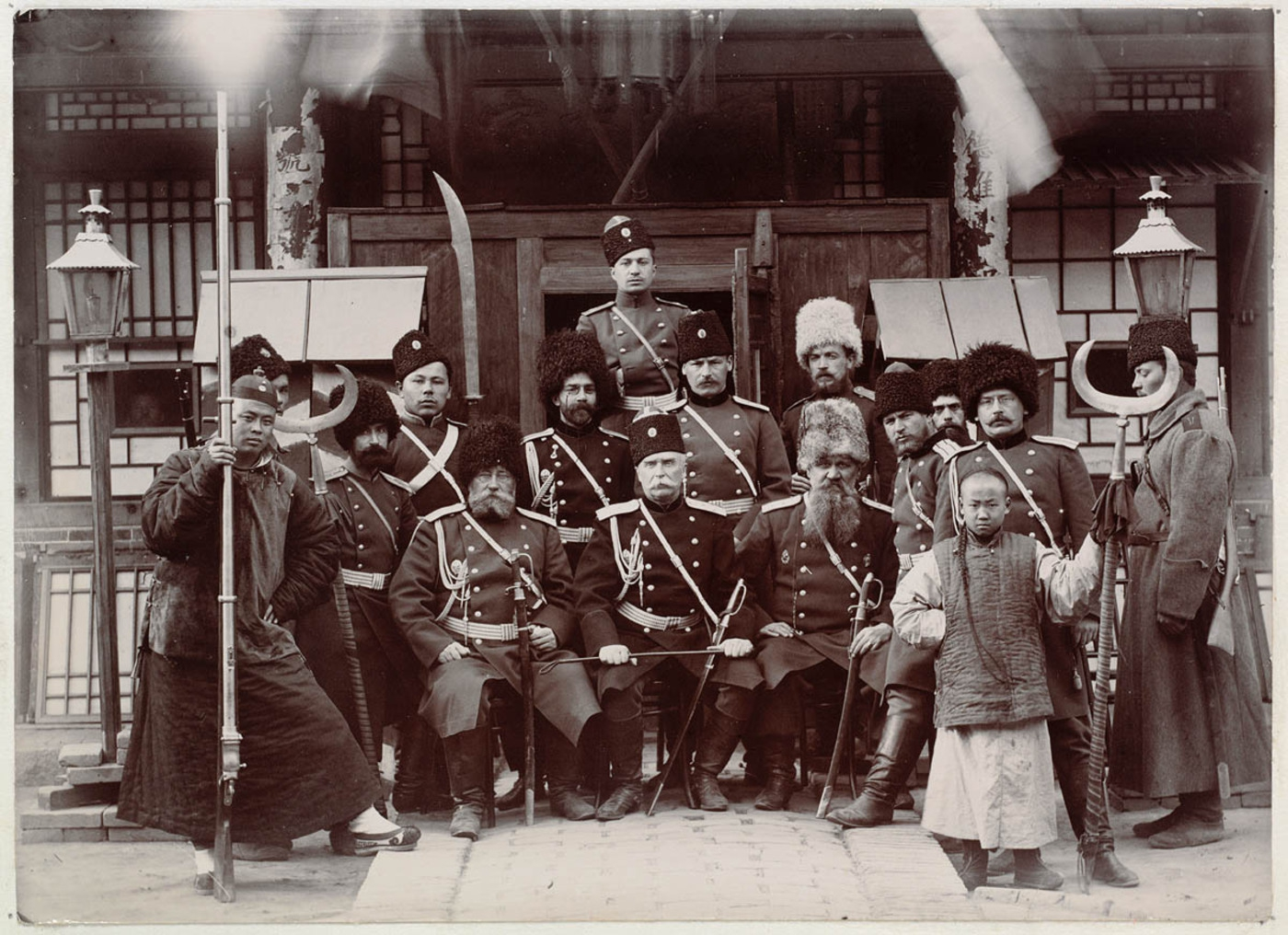
Tropas russas durante a Rebelião dos Boxers

A Rússia forneceu a segunda maior força, depois do Japão, com 12 400 soldados consistindo principalmente de guarnições de Port Arthur e Vladivostoque. Em 30 de novembro de 1900, o almirante Yevgeni Ivanovich Alekseyev obrigou o governador militar chinês de Shenyang, Zeng Qi, a assinar um acordo que efetivamente acabou com a soberania chinesa sobre a Manchúria e a colocou sob controle russo.

### Estados Unidos

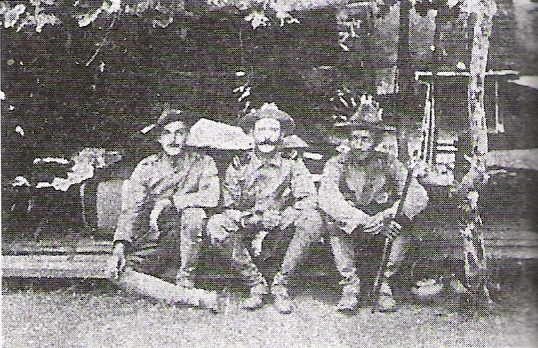
Tropas americanas durante a Rebelião dos Boxers

Nos Estados Unidos, a repressão da Rebelião dos Boxers ficou conhecida como Expedição de Socorro à China. Os Estados Unidos foram capazes de desempenhar um papel importante na supressão da Rebelião dos Boxers em grande parte por causa da presença de forças americanas destacadas nas Filipinas desde a anexação dos EUA após a Guerra Hispano-Americana em 1898. Dos estrangeiros sitiados em Pequim, havia 56 marinheiros e fuzileiros navais americanos do USS Oregon e do USS Newark. As principais formações americanas desdobradas para aliviar o cerco foram os 9º Regimento de Infantaria e 14º Regimento de Infantaria, elementos do 6º Regimento de Cavalaria, o 5º Regimento de Artilharia e um Batalhão de Fuzileiros Navais, todos sob o comando de Adna Chaffee. O futuro presidente Herbert Hoover e a primeira-dama Sra. Lou Henry Hoover estava morando no complexo estrangeiro durante o cerco, quando o Sr. Hoover trabalhava para a Companhia Chinesa de Engenharia e Mineração. O Sr. Hoover ajudou a erguer barricadas e formou uma força protetora dos homens sãos. Sra. Hoover ajudou a montar um hospital, cuidou dos feridos, montou uma leiteria, participou da vigília noturna, levou chá às sentinelas e carregava uma pistola semiautomática Mauser 38.